# 木村庄之助 (33代)
33代 木村 庄之助（さんじゅうさんだい きむら しょうのすけ、本名：野澤 要一〈のざわ よういち、旧姓は石橋〉、1942年3月28日 - ）は、大相撲の立行司の1人。木村庄之助としての在位期間は2006年4月 - 2007年3月。高砂部屋所属。

## 人物
青森県八戸市出身。師匠は元三役格行司4代木村誠道（2代木村朝之助）である。
初土俵は1955年5月場所。同期生は30代庄之助、31代庄之助、32代庄之助の合わせて4人で、全員が立行司の最高峰、木村庄之助に昇進したことになる。
初土俵で木村要之助を名乗り、その後、式守要之助、木村要之助、木村政裕、木村要之助、木村賢嘉、木村友一と改名。十両格昇進と同時に、高砂部屋代々の名跡3代木村朝之助を襲名した。
2006年1月場所限りで立行司32代木村庄之助、34代式守伊之助、三役格木村一童と3人の行司が引退した。34代伊之助定年後の2006年2月10日に35代式守伊之助を襲名し、5月場所の番付が発表される4月24日付で33代木村庄之助を襲名した。なお、伊之助昇格の直近場所である2006年1月場所は途中休場している。
2007年3月場所千秋楽を最後に停年（定年。以下同）を迎えた。最後の一番は同場所優勝決定戦の横綱朝青龍-大関白鵬戦だったが白鵬が注文相撲をとる呆気ない一番となってしまった。
弟子に38代庄之助、2代要之助がいる。

## 履歴
- 1955年5月 - 初土俵・木村要之助
- 1963年7月 - 改名、式守要之助
- 1963年9月 - 木村要之助に戻す
- 1964年7月 - 改名、政裕
- 1971年1月 - 改名、賢嘉
- 1974年1月 - 改名、友一
- 1977年11月 - 十両格に昇進。3代木村朝之助を襲名。
- 1990年1月 - 幕内格に昇進。
- 2001年1月 - 三役格に昇進。
- 2006年2月10日 - 立行司に昇格。35代式守伊之助を襲名。
- 2006年4月24日 - 33代木村庄之助を襲名。
- 2007年3月 - 定年により引退。

## その他
- 伊之助時代の結びの触れは「番数も取り……進みましたる所」というやや変則的な言い方であったが、庄之助襲名後は標準的になった。
- 2006年1月場所限りで32代木村庄之助、34代式守伊之助と立行司が同時に定年となるため、3月場所の番付発表より早く2月10日付で伊之助に昇進した。
- 三役格筆頭から立行司32代木村庄之助、34代式守伊之助、と二人同時に定年となったことにより35代式守伊之助の襲名と同時に首席行司(序列筆頭）となったことで立行司時代にこれより三役の触れは経験していないが、2004年7月場所木村光之助の休場により三役格筆頭として初日より土俵に上がり、千秋楽は千代大海-武双山が武双山休場で不戦となったことにより白鵬-栃東が繰り上がったことで結果的に唯一のこれより三役の触れを行った。
- 同期で4歳年上の30代庄之助は1966年に十両格に昇格したが、序列の関係もあり1977年、初土俵から22年かけ十両格に昇格となった。
- 横綱北の富士とは生年月日が同じであった。場内放送をしていた時期に、その北の富士が審判長で座っていた際に、北の富士の弟子の千代の富士の事を間違えて「北の富士」とアナウンスしてしまい、取組終了後に北の富士にお詫びに行ったら、「あ、そうなの」と北の富士は気付いていなかったそうである。

## 出演

### CM
- SHARP 『テレビインテレビ』（富士櫻、八木治郎と共演）

## 著書
- 木村庄之助、根間弘海『大相撲と歩んだ行司人生51年―行司に関する用語、規定、番付等の資料付き』英宝社（原著2006年6月1日）。ISBN 978-4269910034。 NCID BA77868131。
- 33代 木村庄之助『力士の世界』文藝春秋〈文春新書〉（原著2007年11月16日）。ISBN 978-4166606030。 NCID BA83780501。
- 33代 木村庄之助『力士の世界』KADOKAWA〈角川ソフィア文庫〉（原著2015年11月25日）。ISBN 978-4044094935。 NCID BB20827368。